# Raplume
Raplume est un magazine en ligne d'information (pure player) traitant du rap et des cultures urbaines.

## Historique

### Débuts (2016-2017)
Raplume est à l'origine un simple compte Twitter, créé au mois d'avril 2016 par le Montpellierain Alvaro Mena, originaire de Ceuta et Saragosse par ses parents. L'adolescent d'alors 17 ans utilise le réseau social pour partager des phrases et des couplets inspirants de rappeurs. Les belles plumes du rap, d'où son nom. Il apprécie particulièrement l'écriture de Nekfeu, dont il reprend les punchlines jusqu'en cours de philosophie et pour qui il crée un compte fan en 2015 sur le même réseau social.
En 2017, Raplume devient un véritable média en ayant son propre site internet, en plus d'un compte sur les principaux réseaux sociaux et d'une chaîne YouTube,. Les auditeurs de rap adhèrent petit à petit à son projet et apprécient sa manière de parler rap.

### Plumeet expansion (2018-2019)
Au mois d'août 2018, Raplume propose la mixtape Plume, longue de seize titres, pour un succès modéré.
Après des débuts timides, c'est à partir de 2019 que Raplume prend de l'ampleur et se diversifie. Le partage d'actualités rap est plus poussé et d'autres contenus sont publiés, comme des vidéos, des interviews, des articles et du divertissement,. Pour ce faire, Alvaro s'entoure de free lances, soit une dizaine de personnes en 2021. "J'ai recours à des prestataires de service pour réaliser les vidéos de la chaîne, écrire des articles...".
"Par exemple à sa sortie le titre Hé oh de Gambi a été vu 1 million de fois sur le compte Twitter de Raplume", en août 2019. Raplume est également poussé par les sorties très attendues de Deux Frères de PNL et Les étoiles vagabondes de Nekfeu, dont le public n'avait pas de média de référence.
Malgré cela, Alvaro Mena poursuit ses études, obtient un baccalauréat en filière scientifique, puis un bachelor à la Montpellier Business School. Il se lance ensuite à plein temps pour Raplume.

### Le Chant des Oiseaux(2020)
Le vendredi 27 mars 2020, Raplume diffuse un deuxième projet intitulé Le Chant des Oiseaux. Long de 15 titres et 45 minutes, le projet compte 17 artistes (pour deux featurings). Dinos, Jok'air et Smeels font partie des artistes présents pour des titres en solo, à savoir Interlude, On blasphème pendant le coït et 1000°C, respectivement. Le projet cumule 200'000 écoutes sur les premières 24 heures. Les artistes rédigent les textes eux-mêmes, à une exception près.
Les prémisses du projet remontent à fin 2018, lorsqu'Alvaro Mena écrit les mots Le Chant des Oiseaux sur son smartphone peu après le décès de son grand-père, passionné d'ornithologie, sans savoir quoi faire de ces quelques mots poétiques et lourds de sens. Il pense aussi à rapper lui-même. Finalement, quelques mois plus tard, l'idée de mixtape collaborative naît, avec l'amour comme fil rouge.
Cette même année, Alvaro Mena est co-fondatweur d'UNDRSCOR, une boîte de marketing digital spécialisée dans le ciblage des consommateurs : ciblage publicitaire, SEA, SME, reciblages de paniers, création d’audience... Cela le mène à s'occuper du marketing digital des précommandes de Stamina de Dinos et JVLIVS II de SCH notamment,.
En fin d'année 2020, Raplume se développe sur YouTube avec les formats Tracklist et Rooftop, puis Vision quelques mois plus tard.

### Année 2021
En 2021, Alvaro Mena fonde l'agence Digital Feather pour la communication digitale et la création de contenu. Il propose des stratégies, des teasers, des vidéos, des designs, etc. De nombreux artistes lui font confiance, comme Gazo, Niska, Angèle, Hamza ou SDM, ainsi que des entreprises influentes dans le monde musical, à l'image de Capitol, Epic Records, Virgin et Views,. 

### Le soleil se lèvera à l'Ouest(2022)
En 2022, Raplume réalise une interview vidéo avec Shay, SCH et Niska, qui cumule plus de 1,3 million de vues sur YouTube. La même année, ils proposent également du contenu avec Théodort, Koba LaD et Bolemvn d'une part, ainsi que Kerchak et Favé d'autre part (puis à quatre avec Leto et Gazo l'année suivante).
Cette même année, Raplume partage l'album Le soleil se lèvera à l'Ouest. Le projet cumule plus d'un million et demi d'écoutes en streaming sur les premières 24 heures après sa sortie le 21 octobre 2022. Il est également classé cinquième du top album français en milieu de semaine suivante. Comme l'explique BFMTV, le projet est inspiré du jeu vidéo The Last of Us ou de la série The Walking Dead et "raconte en musique l'histoire d'un survivant à l'apocalypse qui, seul, se bricole une radio et décide de partager son aventure avec le reste du monde".
Le projet de vingt titres (dont six interludes de quelques secondes avec la voix française de Jon Snow) comprend des morceaux de 18 invités. Des rappeurs comme Kerchak, Green Montana, 1Pliké140, Rounhaa, So La Lune ou encore Zamdane, mais également des participations féminines avec Pomme ou Mademoiselle Lou. Plus de 1100 curieux précommandent l'album avant sa sortie, dont Talent de Ziak est le plus grand succès, morceau qui démarre dans le top 20 France.

### Miel(2023)
Au courant de l'année 2023, Raplume lance son application, disponible sur iOS et Android. Celle-ci permet de suivre au mieux l'actualité de ses artistes préférés, en activant les notifications pour les articles à leur sujet, ainsi que les sorties de leurs morceaux.
Pendant les 24 premiers jours du mois de décembre 2023, Raplume partage chaque jour un morceau, avec un total de 48 artistes et 22 featurings inédits. Ceux-ci sont compilés fin décembre dans le projet Miel. Pour l'occasion, des maillots personnalisés et du miel de Seine-et-Marne sont mis en vente. Comme l'explique le média concurrent Booska-P, "Le titre du projet est une référence au running gag « On se remet ce miel ». C’est le wording qu’utilisait le média sur les réseaux sociaux pour évoquer la collaboration entre Dinos et Marie Plassard sur « No love »".

### Année 2024
En 2024, le fondateur de Raplume, Alvaro Mena, fait partie du jury de la deuxième cérémonie des Flammes.

## Ligne éditoriale
Raplume traite de l'actualité du rap et particulièrement du rap français, en produisant notamment des compilations et freestyles, ainsi que du contenu vidéo (interviews, clips...). Les rappeurs émergents sont particulièrement mis en avant. Ainsi, Raplume a grandement contribué à l'émergence de Laylow, Alpha Wann et Freeze Corleone, selon La revue des médias de l'INA, mais également Dinos et Luv Resval.
"C’est ce que j’aime dans ce métier, partager des artistes qui ne font pas forcément l’unanimité, et faire évoluer leur perception par notre audience au fil du temps", explique-t-il en mai 2021.

## Audiences et revenus
Considéré comme le petit-frère de Booska-P, Raplume compte 232'000 abonnés sur Twitter en avril 2020, quatre ans après sa création. Ce nombre dépasse les 600'000 en décembre 2021, puis 750'000 en septembre 2022, auxquels il faut en ajouter 322'000 sur Instagram, dix fois plus qu'en avril 2020,. En avril 2024, huit ans après sa création, ce sont 876'000 personnes qui suivent le compte, ce qui en fait le premier du genre sur Twitter.
Les principaux revenus que génère Raplume proviennent des « packs promos ». Ce sont des services de promotion de singles sur les réseaux sociaux, que les artistes, labels et majors peuvent acheter. A terme, Alvaro Mena souhaite se défaire de cette pratique, qui représente 10% des publications en mai 2022, mais elle est à cette date nécessaire pour payer ses collaborateurs. "Pour le moment, je ne me paie pas, je réinvestis tout", explique-t-il en juin 2021.

## Concerts et événements
En novembre 2021, Raplume organise sa première soirée rap, avec des prestations de Zamdane, Norsacce Berlusconi et leurs invités. Entre 400 et 450 personnes assistent à l'événement montpellierain. D'autres éditions sont organisées à Nantes, Lille et Lyon.
Raplume dispose également de sa propre scène au festival liégois Les Ardentes pour mettre en avant des artistes émergents. Raplume propose des concerts des Suisses Mairo et Aamo, ainsi que Houdi, Mademoiselle Lou, Stony Stone, Maka, Sto et H La Drogue le 7 juillet 2023. Ce sont TH, Nono la Grinta, Gapman, Enima, JRK 19 et ADVM qui sont invités le 14 juillet 2024.
Raplume est aussi en collaboration avec le festival FCKNYE, organisé à l'occasion du nouvel an. Fin 2022, Raplume rassemble, sur la scène de Bruxelles, Josman, Caballero & Jeanjass, SCH, Zola, Vald, Kerchak, 1Pliké140 et Mehdi Maïzi. Du côté de Lyon, où se tient aussi le festival cette année-là, ce sont Green Montana, PLK, Doums, Tiakola, Leto, Oboy, Ziak et Lesram qui se produisent. Fin 2023, Raplume fait encore mieux, en donnant rendez-vous dans la capitale belge à Bu$hi, Gazo, Houdi, Kerchak et Ziak le 30 décembre, ainsi que Alkpote, Bekar, Hamza, Josman, Limsa d'Aulnay, Lorenzo, NeS, PLK, Tiakola et Winnterzuko le lendemain. En 2024, ce sont Bekar, Caballero & JeanJass, Freeze Corleone, Gazo, Jok'Air, Kaaris, La Mano 1.9, Niska, Oboy, Sto, Vald, Werenoi, Youssef Swatt's et Zola qui s'y produisent.

## Discographie
Raplume publie régulièrement des freestyles ou singles, mais également plusieurs mixtapes où apparaissent de nombreux artistes émergents et renommés.

### Singles et freestyles
- 2022 : Gambino La MG - Freestyle No Hook
- 2022 : Bekar - Double Freestyle Mirasierra
- 2022 : So La Lune - Freestyle Raplune
- 2022 : SAM -Vision Freestyle
- 2022 : Lybro - L'art de la guerre (Freestyle)
- 2023 : 3arbi - Cali & Co (Freestyle)
- 2023 : Houdi - En Didi (Freestyle)
- 2023 : Mapess - Carré (Freestyle)
- 2023 : KR Malsain - Viens voir (Freestyle)
- 2023 : BEN plg - Marquer l'histoire (Freestyle)
- 2023 : Saamou - 2 roues (Freestyle)
- 2023 : Sadek - Danois (Freestyle)
- 2023 : Aamo - Vision SML (Freestyle)
- 2023 : Jolagreen23 - MadMax1
- 2023 : L'As - Jamais
- 2023 : JSX - Sans peine
- 2023 : Mairo - Omar Chappier Freestyle
- 2023 : Coelho - Rien n'a changé
- 2023 : GR Omega - Bohème
- 2023 : Advm - .j'détestais Raplume.
- 2024 : Kerchak, Jolagreen23, Mitch, Kabbsky, Buu & Ydasevic - Bois-Colombes
- 2024 : La Mano 1.9 & DVGZ - La Mano dans la mallette
- 2024 : Mougli - Tah Sah
- 2024 : Stony Stone - Himalaya
- 2024 : 410 - 2 Cartouches
- 2024 : ZKR, Lesram, Limsa d'Aulnay & Souffrance - Raplume Freestyle All Stars
- 2024 : Momsii - Livaï Ackerman
- 2024 : Zakaria Springer - Kundera
- 2024 : KLM - Nicki
- 2024 : La Hasba22 - Cross
- 2024 : clubb29 - Fantom
- 2024 : Malty 2BZ - En attendant Solitaire
- 2024 : Jyeuhair - Vault
- 2024 : Skefre - Trapulerie
- 2024 : Mola - 80 zedou
- 2024 : Bilouki - Olivia Pope
- 2024 : 1D1R - Davy Jones
- 2024 : Cheu-B - GOAT
- 2025 : Dexter HMC - Banger
- 2025 : R2 - Hôtel Ivoire
- 2025 : Steban - Mélanine
- 2025 : 63OG - Antidote